# Udo Wolter
Udo Wolter (* 2. Mai 1939 in Stettin; † 15. Juli 1993) war ein deutscher Rechtshistoriker.

## Leben
Er wuchs in Koblenz auf und studierte nach dem Abitur Jura in Bonn, Berlin und Köln. Nach dem Assessorexamen wurde er an der Universität Regensburg bei Peter Landau promoviert. Nach der Habilitation 1981 in Regensburg lehrte er an der Johannes Gutenberg-Universität Mainz von 1989 bis zum Tod Bürgerliches Recht, Deutsche Rechtsgeschichte und Kirchenrecht. 1993 erhielt er den Ruf an die Europa-Universität Viadrina.

## Schriften (Auswahl)
- Ius canonicum in iure civili. Studien zur Rechtsquellenlehre in der neueren Privatrechtsgeschichte. Böhlau, Köln 1975, ISBN 3-412-02275-6 (zugleich: Dissertation, Universität Regensburg, 1974).
- Mietrechtlicher Bestandsschutz. Historische Entwicklung seit 1800 und geltendes Wohnraum-Kündigungsschutzrecht. Knapp, Frankfurt am Main 1984, ISBN 3-7819-0313-3 (zugleich: Habilitationsschrift, Universität Regensburg, 1981).
- Das Prinzip der Naturalrestitution in § 249 BGB. Herkunft, historische Entwicklung und Bedeutung. Duncker und Humblot, Berlin 1985, ISBN 3-428-05882-8.
- Termingeschäftsfähigkeit kraft Information. Eine rechtshistorische, rechtsdogmatische und rechtspolitische Studie über die stillschweigende Entfunktionalisierung des § 764 BGB durch die Börsengesetz-Novelle 1989. Schöningh, Paderborn 1991, ISBN 3-506-73359-1.